# Rok Vodišek
Rok Vodišek, slovenski nogometaš, * 5. december 1998, Ljubljana.
Vodišek je profesionalni nogometaš, ki igra na položaju vratarja. Od leta 2024 je član slovenskega kluba Domžale. Ped tem je branil za slovenske klube Olimpijo, Šenčur, Triglav Kranj in Rogaško ter italijansko Genoo. Skupno je v prvi slovenski ligi odigral 30 tekem. Z Olimpijo je osvojil naslov slovenskega državnega prvaka v sezoni 2017/18 in slovenski pokal leta 2018. Bil je tudi član slovenske reprezentance do 16, 17, 18, 19 in 21 let ter reprezentance B.